# Medienanstalt Sachsen-Anhalt
Die Medienanstalt Sachsen-Anhalt (MSA) ist eine der 14 Landesmedienanstalten und eine rechtsfähige Anstalt des öffentlichen Rechts in Sachsen-Anhalt. Sie ist die für das Bundesland Sachsen-Anhalt zuständige Behörde für die Zulassung und Beaufsichtigung privater Hörfunk- und Fernsehveranstalter sowie für die Aufsicht über private Anbieter von Telemedien. Zudem fördert die MSA neben der rundfunktechnischen Infrastruktur, die Bürgermedien (Offene Kanäle und Nicht-kommerzielle Lokalradios) und vermittelt mit medienpädagogischer Arbeit Medienkompetenz.
Die MSA gehört der Arbeitsgemeinschaft der Landesmedienanstalten (die medienanstalten) an.
Der Vorstand besteht derzeit (Stand: 2023) aus Markus Kurze (MdL), Annekatrin Valverde und Konrad Breitenborn.

## Organisation
Die Organe und damit die Entscheidungsträger der MSA sind die Versammlung und der Vorstand. Die Versammlung setzt sich aus 28 ehrenamtlich tätigen Vertretern relevanter gesellschaftlicher Gruppen zusammen. Hierzu gehören beispielsweise Vertreter der Kirchen, der jüdischen Gemeinden oder auch Vertreter von Arbeitgeber- und Arbeitnehmerverbänden. Die Versammlung bekommt durch das Mediengesetz Sachsen-Anhalt (MedienG LSA) die Hauptentscheidungskompetenz zugewiesen. Die Amtszeit der jetzigen Versammlung läuft bis 2027. Ein drei Personen umfassender Vorstand (Markus Kurze, MdL, Vorsitzender, Annekatrin Valverde, 1. Stellv. Vorsitzende, Konrad Breitenborn, 2. Stellv. Vorsitzender), der aus gewählten Mitgliedern der Versammlung besteht, leitet die MSA. Diesem wird durch das MedienG LSA ein Großteil an Entscheidungskompetenzen eingeräumt. Er vertritt die Behörde gerichtlich und außergerichtlich und ist für die Vorbereitung des Haushaltes sowie für die ständige Programmaufsicht zuständig.

## Aufgaben
- Zulassung privater Hörfunk- und Fernsehveranstalter in Sachsen-Anhalt
- Beobachtung und Kontrolle der privaten Radio- und Fernsehprogramme
- Sicherung des Jugendschutzes und der Werbegrenzen
- Behandlung von Programmbeschwerden
- Förderung der Bürgermedien (Offene Kanäle und Nichtkommerzielle Lokalradios)
- Überwachung der medienrechtlichen Ordnung in Kabelnetzen
- Förderung der rundfunktechnischen Infrastruktur
- Beteiligung an Projekten zur Erprobung neuer Kommunikationstechniken
- Förderung medienpädagogischer Maßnahmen

Auf dem Medienportal der MSA präsentieren sich private Fernseh- und Hörfunkprogramme sowie die Bürgermedienprogramme aus Sachsen-Anhalt per Livestream.
Sitz der MSA ist Halle (Saale).